# Argyranthemum frutescens
Espèce
Classification phylogénétique
Argyranthemum frutescens, également appelé chrysanthème frutescent ou marguerite de Paris, est une espèce de plantes à fleurs de la famille des Asteraceae.
Elle est originaire des îles Canaries mais est massivement utilisée en horticulture.

## Description
C'est une plante herbacée plus ou moins lignifiée pouvant atteindre 60 cm à 1 m de haut selon les cultivars.
De la même famille que la camomille et la pâquerette, son inflorescence en capitule étant une de ses caractéristiques. 
La variété la plus courante a les pétales blancs.  
Ses feuilles sont persistantes.

## Synonymes
- Chrysanthemum frutescens L.
- Anthemis frutescens hort. (nom horticole. D'autres espèces ont pu être désignées par ce nom)

## Cultivars

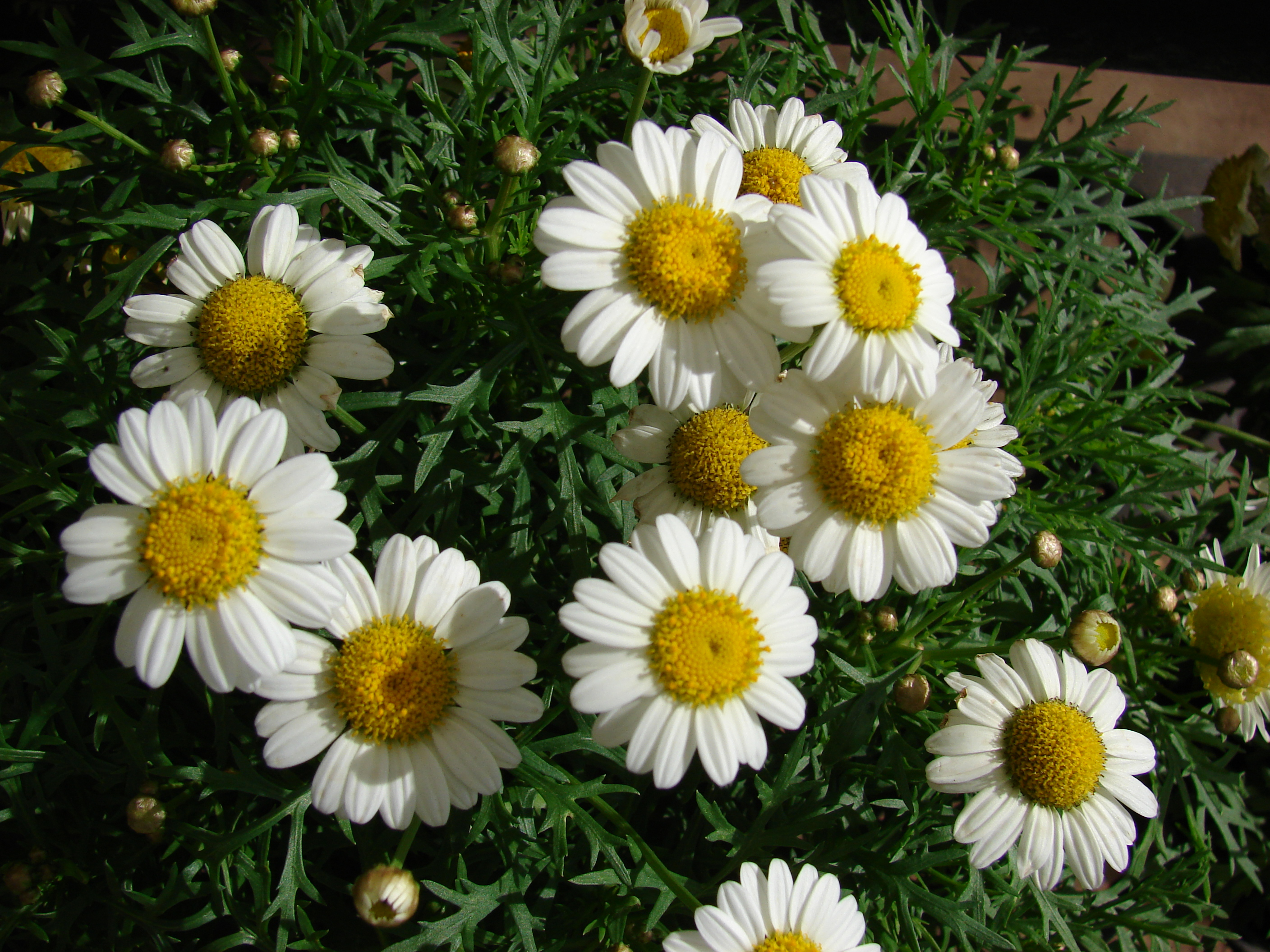

Selon les cultivars les fleurs sont blanches, jaunes, roses, rouges

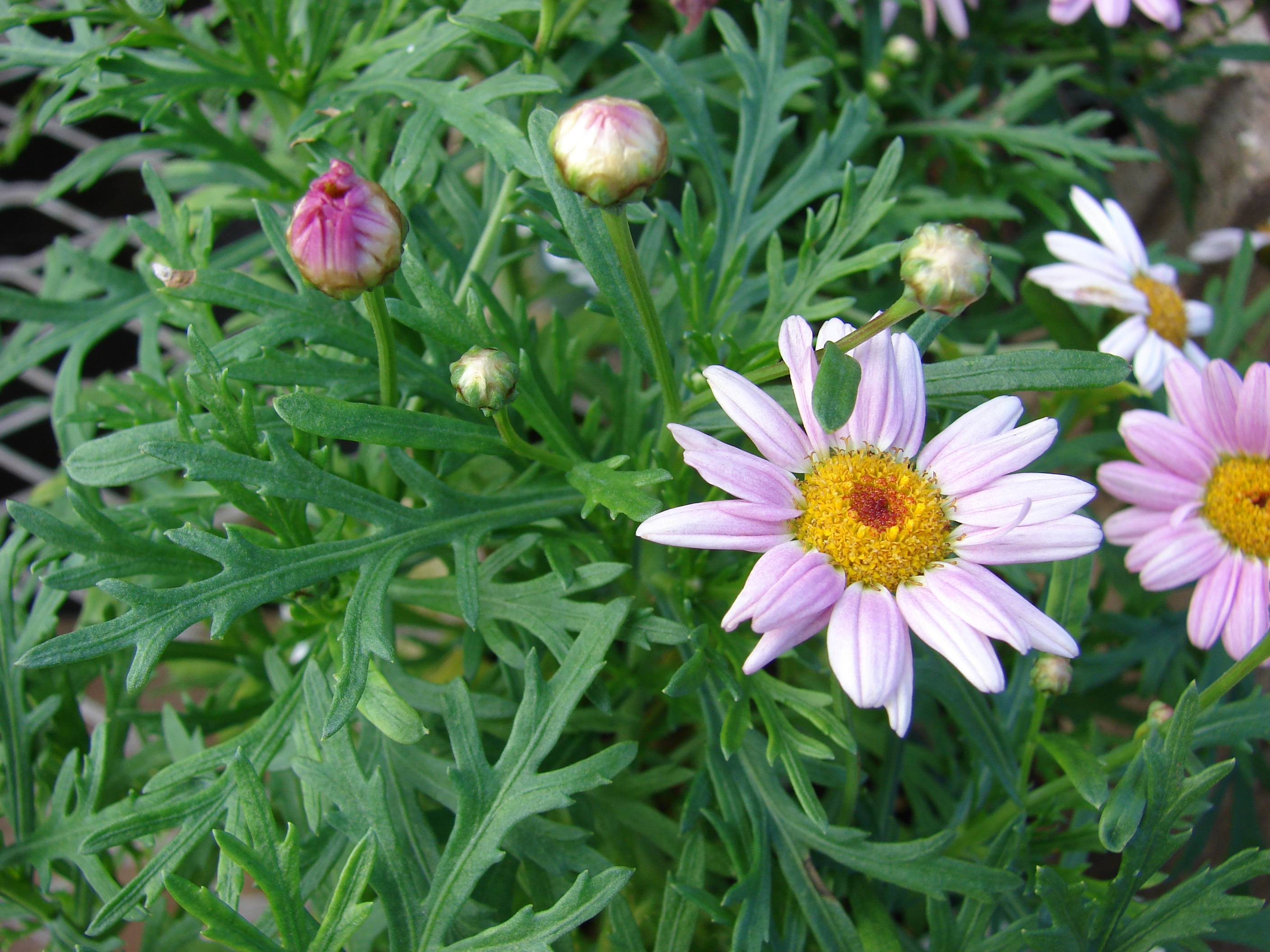

- 'Jamaica Primrose' a les fleurs jaunes